# برمكيم
قرية برمكيم هي إحدى القرى التابعة لمركز ديرب نجم في محافظة الشرقية في جمهورية مصر العربية. حسب إحصاءات سنة 2006، بلغ إجمالي السكان في برمكيم 3745 نسمة، منهم 1927 رجل و1818 امرأة.

## التاريخ
قرية برمكيم من القرى القديمة، حيث وردت باسم «برنكين» في أعمال الشرقية ضمن قرى الروك الصلاحي التي أحصاها ابن مماتي في كتاب قوانين الدواوين، كما وردت باسم «برمكين» في أعمال الشرقية ضمن قرى الروك الناصري التي أحصاها ابن الجيعان في كتاب «التحفة السنية بأسماء البلاد المصرية». وفي العصر العثماني وردت باسم «برمكين» في التربيع العثماني الذي أجراه الوالي العثماني سليمان باشا الخادم في عصر السلطان العثماني سليمان القانوني ضمن قرى ولاية الشرقية، وفي تاريخ 1228هـ/1813م الذي عدّ قرى مصر بعد المسح الذي قام به محمد علي باشا باسم «برمكيم» ضمن قرى مديرية الدقهلية. ويُذكر أن القرية انتقلت تبعيتها إلى مديرية الدقهلية، ثم عادت حديثًا إلى محافظة الشرقية.